# آنتیگونه (فیلم ۲۰۱۹)
آنتیگونه (انگلیسی: Antigone) یک فیلم در ژانر درام به کارگردانی سوفی دراسپ محصول کشور کانادا است که در سال ۲۰۱۹ منتشر شد. داستان این فیلم بر اساس نمایشنامه آنتیگونه اثر سوفوکل است.